# Idioma kunigami
El kunigami  (ヤンバルクトゥーバ Yanbarukutuuba) es un idioma ryukyuense hablado en el norte de la isla de Okinawa, al sur de la isla Kyushu (Japón). Es hablado por 5000 personas (2004), y está en peligro de extinguirse.
Es hablado también en las islas aldeñas de Ie, Iheya, Izena, Tsuken y Kudaka.